# Andrés Rebottaro
Andrés Rebottaro (Rosario, Provincia de Santa Fe, 5 de septiembre de 1952) es un exfutbolista y exentrenador. Su último equipo fue el  Club Social y Deportivo Madryn del Torneo Federal A.
Se desempeñó como mediocampista, y su primer equipo fue Newell's Old Boys, donde debutó en 1970.
Luego de su retiro como futbolista continuó su carrera como entrenador en equipos como el propio Newell's Old Boys, Atlético Tucumán y Aldosivi de Mar del Plata.

## Trayectoria

### Como futbolista
Debutó en primera en el año 1970 en el Club Atlético Newell's Old Boys.
En el año 1974 obtuvo su primer campeonato, el Torneo Metropolitano 1974, vistiendo la casaca rojinegra. Aquel título es recordado por la hinchada de Newell's Old Boys no solo por haber obtenido su primer campeonato nacional de AFA, sino también por haberlo hecho al enfrentar en el último encuentro del cuadrangular final a su eterno rival, Rosario Central, disputando dicho encuentro en el estadio del mismo (si bien se realizó en condición de cancha neutral).
Su buen desempeño en el equipo rosarino le mereció, en 1979, ser transferido al Club Atlético Boca Juniors. Posteriormente ficharía para Tigre en 1980, y para Colón donde finalizaría su carrera como futbolista en el año 1981.
En sus 11 años en primera división, Rebottaro totalizó 298 encuentros disputados, y convirtió 6 goles.

### Como entrenador
Luego de su retiro como futbolista, Rebottaro continuó su carrera como entrenador. Dirigió a Newell's Old Boys, en el año 2000.
Posteriormente llegarían Atlético Tucumán, Aldosivi de Mar del Plata y más tarde Club Atlético Talleres de Córdoba en el año 2009.
En 2012 asume la dirección técnica de Gimnasia y Esgrima de Mendoza pero en diciembre del mismo año renuncia a su cargo de entrenador de Gimnasia una vez finalizada la primera parte del Torneo Argentino B 2012/13, debido a que no pudo encontrar nunca el equipo y a que perdió el apoyo de los dirigentes del club.
A inicios de 2014 se hace cargo de la Comisión de Actividades Infantiles con el objetivo del ascenso de categoría.

## Clubes

### Como futbolista
| Club              | País      | Año       |
| ----------------- | --------- | --------- |
| Newell's Old Boys | Argentina | 1970-1979 |
| Boca Juniors      | Argentina | 1979-1980 |
| River Plate       | Argentina | 1980      |
| Colón             | Argentina | 1981      |

### Como entrenador
| Club                      | País      | Año       |
| ------------------------- | --------- | --------- |
| Central Córdoba (SdE)     | Argentina | 1992      |
| Argentino de Rosario      | Argentina | 1999-2000 |
| Atlético Tucumán          | Argentina | 2004      |
| Aldosivi de Mar del Plata | Argentina | 2004-2005 |
| Atlético Tucumán          | Argentina | 2005-2006 |
| Aldosivi de Mar del Plata | Argentina | 2007-2009 |
| Talleres (C)              | Argentina | 2009-2010 |
| Tiro Federal              | Argentina | 2010-2011 |
| Santamarina de Tandil     | Argentina | 2012      |
| Gimnasia y Esgrima (M)    | Argentina | 2012      |
| CAI de Comodoro           | Argentina | 2014      |
| Deportivo Madryn          | Argentina | 2016      |

## Palmarés

### Como futbolista
| Título           | Club              | País      | Año    |
| ---------------- | ----------------- | --------- | ------ |
| Primera División | Newell's Old Boys | Argentina | M-1974 |